# Landesregierung Klasnic I
Die Landesregierung Klasnic I wurde nach der Landtagswahl in der Steiermark 1995 am 23. Jänner 1996 vom Steiermärkischen Landtag gewählt. Die Landesregierung war bis zum Antritt der Landesregierung Klasnic II im Amt, die am 7. November 2000 angelobt wurde. Die Mandate wurden nach dem Proporz-System vergeben; demnach hatten ÖVP und SPÖ jeweils vier Sitze und die FPÖ einen Sitz.
Die einzige personelle Veränderung während der Legislaturperiode betraf das Regierungsmitglied der FPÖ. Michael Schmid wurde am 4. Februar 2000 in die Bundesregierung Schüssel I berufen, sein Mandat in der Landesregierung übernahm Magda Bleckmann.

## Regierungsmitglieder
| Amt                                                     | Name                     | Partei | Ressorts |
| ------------------------------------------------------- | ------------------------ | ------ | -------- |
| Landeshauptmann                                         | Waltraud Klasnic         | ÖVP    |          |
| 1. Landeshauptmann-Stellvertreter                       | Peter Schachner-Blazizek | SPÖ    |          |
| Landesrätin                                             | Magda Bleckmann          | FPÖ    |          |
| Landesrat                                               | Günter Dörflinger        | SPÖ    |          |
| Landesrat                                               | Gerhard Hirschmann       | ÖVP    |          |
| Landesrat                                               | Herbert Paierl           | ÖVP    |          |
| Landesrat                                               | Erich Pöltl              | ÖVP    |          |
| Landesrat                                               | Hans-Joachim Ressel      | SPÖ    |          |
| Landesrätin                                             | Anna Rieder              | SPÖ    |          |
| Vorzeitig ausgeschiedene Mitglieder der Landesregierung |                          |        |          |
| Landesrat                                               | Michael Schmid           | FPÖ    |          |